# Dasyphyllum horridum
Dasyphyllum horridum là một loài thực vật có hoa trong họ Cúc. Loài này được (Muschl.) Cabrera mô tả khoa học đầu tiên năm 1959.